# 2012年ロンドンオリンピックのグアム選手団
2012年ロンドンオリンピックのグアム選手団（2012ねんロンドンオリンピックのグアムせんしゅだん）は、2012年7月27日から8月12日までイギリスのロンドンで開催されたロンドンオリンピックグアム選手団の名簿。

## 選手団
- 人員: 選手 8人
- 開会式旗手: マリアマックイーン・ダン

## 種目別選手・スタッフ名簿及び成績

### 陸上競技
- Derek Mandell（男子800m）1分58秒94 予選敗退
- Amy Atkinson（女子800m）2分18秒53 予選敗退

### 自転車
- Derek Horton（男子マウンテンバイク）周回遅れ

### 柔道
- リカルド・ブラス・ジュニア（男子100kg超級）第2回戦敗退

### 競泳
- Christopher Duenas（男子100m自由形）53秒37 予選敗退
- Benjamin Schulte（男子オープンウォーター10km）2時間3分35秒1
- Pilar Shimizu（女子100m平泳ぎ）1分15秒76 予選敗退

### レスリング
- マリアマックイーン・ダン（女子フリースタイル63kg級）第1回戦敗退